# Joell Ortiz
Joell Ortiz (New York, 6 juli 1980) is een Amerikaanse rapper van Puerto Ricaanse afkomst. Hij werd lange tijd gezien als een nieuw 'East Coast'-talent. Hij is ook lid van de groep Slaughterhouse.
In 2007 bracht hij een mixtape uit genaamd The Brick, Brodega Chronicles. De mixtape werd geproduceerd door DJ Premier en op de mixtape zijn onder andere Big Daddy Kane, Akon, Styles P, Immortal Technique en Big Noyd te horen.
Na een aantal mixtapes te hebben uit gegeven bracht hij in 2010 zijn eerste echt officiële studioalbum uit genaamd, Free Agent. Hij bracht het album uit onder het Koch Records label, hoewel hij eigenlijk onder contract stond bij Dr. Dre's Aftermath Entertainment.

## Discografie

### Soloalbums
| Titel                        | Album details                                                                            | Hoogste notering in de hitlijsten | Hoogste notering in de hitlijsten | Hoogste notering in de hitlijsten | Certifications |
| Titel                        | Album details                                                                            | US                                | US R&B                            | US Rap                            | Certifications |
| ---------------------------- | ---------------------------------------------------------------------------------------- | --------------------------------- | --------------------------------- | --------------------------------- | -------------- |
| The Brick: Bodega Chronicles | - Uitgebracht: 24 april, 2007 - Label: E1 Music - Dragers: cd, download                  | 190                               | 49                                | 23                                |                |
| Free Agent                   | - Uitgebracht: 22 februari, 2011 - Label: E1 Music - Dragers: cd, download               | 169                               | 33                                | 15                                |                |
| House Slippers               | - Uitgebracht: 16 september, 2014 - Label: Penalty Entertainment - Dragers: cd, download | 45                                | 8                                 | 5                                 |                |
| That's Hip Hop               | - Uitgebracht: 15 maart, 2016 - Label: That's Hip Hop - Dragers: cd, download            | 180                               | 39                                | 38                                |                |
| Monday                       | - Uitgebracht: 30 augustus, 2019 - Label: Mello Music Group - Dragers: cd, download      | —                                 | —                                 | —                                 |                |

### Mixtapes
| Titel                               | Album details                                                               |
| ----------------------------------- | --------------------------------------------------------------------------- |
| Who The F*@k Is Joell Ortiz?        | - Uitgebracht: 10 mei, 2007 - Label: Self-released - Drager: download       |
| Joell Ortiz Covers the Classics     | - Uitgebracht: 12 mei, 2009 - Label: Self-released - Drager: download       |
| Road Kill                           | - Uitgebracht: 15 december, 2009 - Label: Self-released - Drager: download  |
| Defying The Predictable (met Novel) | - Uitgebracht: 5 februari, 2010 - Label: Self-released - Drager: download   |
| Farewell Summer EP                  | - Uitgebracht: 10 september, 2010 - Label: Self-released - Drager: download |
| On the House (met Slaughterhouse)   | - Uitgebracht: 19 augustus, 2012 - Label: Self-released - Drager: download  |
| House Rules (met Slaughterhouse)    | - Uitgebracht: 21 mei, 2014 - Label: Self-released - Drager: download       |
| Yaowa! Nation EP                    | - Uitgebracht: 23 december, 2014 - Label: Self-released - Drager: download  |

### Albums in samenwerking met anderen
- 2009: Slaughterhouse met Slaughterhouse
- 2012: Welcome to: Our House met Slaughterhouse
- 2015: Human met Illmind
- 2018: Mona Lisa met Apollo Brown

- Gemeinsame Normdatei: 135478731
- International Standard Name Identifier: 0000 0000 5558 5078
- Library of Congress Control Number: n2008032664
- MusicBrainz: ab791743-29b5-4888-a9ea-9b3ded2211f1
- Virtual International Authority File: 58550901
- WorldCat: E39PBJgCQ3M7yhR8THwv3HDyVC